# Giovanni Battista Doria
Giovanni Battista Doria (Genova, 1470 – Genova, 1554) fu il 50º doge della Repubblica di Genova.

## Biografia

Stemma nobiliare dei Doria

Figlio di Agostino Doria e Soprana Grimaldi, nacque a Genova intorno al 1470.
Il destino di Giovanni Battista Doria fu molto legato alla nota figura dell'ammiraglio Andrea Doria. Poco dopo lo sbarco nel porto di Genova della flotta dell'onegliese Doria con a bordo un buon numero di soldati, Giovanni Battista fu inviato, assieme ad altri cittadini, dal governatore Teodoro Trivulzio per una ricognizione esplorativa delle intenzioni dell'ammiraglio. In quell'occasione i due Doria s'incontrarono segretamente e fu lo stesso Andrea, forse per l'omonimo cognome o semplicemente per fiducia e stima, che spiegò a Giovanni Battista le vere ragioni del suo sbarco "nella comune lotta di libertà e di allontanamento della dominazione vigente" di Francesco I di Francia.
Passate le varie fasi della nuova e indipendente Repubblica, il nome di Giovanni Battista Doria si ritrova nel 1536 quando incominciò a prendere parte della vita pubblica cittadina e di governo. Un anno dopo, il 4 gennaio del 1537, alla presenza dello stesso Andrea Doria, fu eletto cinquantesimo doge della Repubblica (il quinto in successione biennale).
Durante il suo dogato si costruì la cortina di muraglie presso la porta dell'Acquasola. Il biennio terminò, come da scadenza, il 4 gennaio del 1539. Morì a Genova intorno al 1554 dove fu sepolto nella demolita chiesa di San Domenico.
Sposato con Geronima Lomellini non ebbe figli, al contrario del fratello Giacomo Doria che vide la nascita di ben nove figli; due di questi, Nicolò Doria e Agostino Doria, furono anch'essi dogi nel 1579-1581 e 1601-1603.